# Claes Örtendahl
Claes Lennart Örtendahl, född 26 juli 1941 i Solna, är en svensk ämbetsman. Han är sedan 1993 gift med Inger Ohlsson.
Örtendahl blev filosofie kandidat vid Uppsala universitet 1969 och forskningsassistent vid statsvetenskapliga institutionen vid Uppsala universitet 1972. Han var förste sekreterare i Landstingsförbundet 1972–1976, blev planeringssekreterare vid Västernorrlands läns landsting 1977 och var landstingsdirektör i Kopparbergs län 1978–1982. Örtendahl var statssekreterare vid Civildepartementet 1983–1986, generaldirektör och chef för Statskontoret 1985–1989 och generaldirektör och chef för Socialstyrelsen 1989–1998. Från 1999 har han varit konsult för Sida, Världsbanken och Världshälsoorganisationen med flera.